# Pârâul Sec, Prahova
Râul Pârâul Sec este un curs de apă, afluent al râului Prahova. 